# Alexander Mocsáry
Alexander Mocsáry in ungherese Mocsáry Sándor (Oradea, 27 settembre 1841 – Budapest, 26 dicembre 1915) è stato uno zoologo ed entomologo ungherese specializzato in imenotteri.
Fu il curatore del Museo di Storia Naturale ungherese, dove è conservata anche la sua collezione di insetti.

## Opere
- Ordo. Hymenoptera. In: Paszlavsky, J.: Fauna Regni Hungariae. Regia Societas Scientiarum Naturalium Hungarica, Budapest: 7-113 (1918)